# Émile-Gustave Cavallo-Péduzzi
Pour les articles homonymes, voir Cavallo.
Émile-Gustave Cavallo-Péduzzi (1851-1917) est un peintre néo-impressionniste du « groupe de Lagny ».
Les quatre néo-impressionnistes du Groupe de Lagny, Léo Gausson, Émile-Gustave Cavallo-Péduzzi, Maximilien Luce et Lucien Pissarro ont mis en valeur l'éclat et les couleurs des bords de Marne. Ils ont utilisé une technique « scientifique », le divisionnisme, plus connue sous le nom de pointillisme.
Quelques œuvres sont visibles au musée Gatien-Bonnet de Lagny-sur-Marne.

## Biographie
Émile-Gustave Péduzzi naît à Montmartre, le 15 juillet 1851. De ses parents et de sa jeunesse, on sait peu de choses. Sa mère, d'origine italienne, lui donne un caractère porté à l'enthousiasme et à l'exubérance.
Vers 1865, le jeune homme part en Angleterre apprendre le métier de chapelier. Mais cette vie, et surtout le pays, ne plaisent pas au futur peintre. Regagnant la France, il se trouve, en 1870, engagé dans les pupilles-pompiers de Paris comme caporal, et doit combattre les incendies allumés par les insurgés de la Commune.
Sa vocation pour le dessin coïncide avec un séjour dans une maison de santé en 1873. C'est alors la vie d'artiste qui commence. Il suit les cours de l'École des Beaux-Arts et fréquente l'atelier de Jean-Léon Gérôme.
Le décès de sa mère, en 1880, lui offre une indépendance financière, et il épouse, le 19 juillet, à Paris, Marie-Louise Baloffe qui sera, pour lui une compagne aimante et dévouée. Après un court séjour à Auvers-sur-Oise, le ménage se fixe à Lagny, en novembre 1880. Quatre enfants naissent, dont René, Émile (1886-1951 ) et Rita-Émilie, en 1889.
En 1884, devenu Cavallo-Péduzzi, il expose au salon des Indépendants et, pendant plusieurs années, il renouvelle son envoi de toiles et de dessins. Son œuvre s'inscrit à la naissance du mouvement pointilliste, mais ses recherches n'atteindront pas un aboutissement définitif. Parallèlement à la peinture, il produit de nombreuses gravures à l'eau-forte.
Après quelques années passées à Lagny, Cavallo-Péduzzi est séduit par sa patrie d'adoption, et entraîné dans le mouvement d'histoire locale que dirige J-A. Le Paire. Sa production se trouve influencée par les vieux monuments de Lagny dont il prend la défense avec sa fougue habituelle. Des articles vigoureux paraissent dans la presse régionale, qui témoignent d'une grande activité et des solides connaissances archéologiques. Cavallo-Péduzzi est devenu un personnage estimé, écouté et très populaire. Il mène le combat seul, ou presque, en homme du peuple, débordant et généreux, avocat de toutes les causes.
À partir de 1895, il professe le dessin d'ornement à l'école d'Alembert de Montévrain. En 1899, se crée l'Union artistique et littéraire du canton de Lagny, et Cavallo-Péduzzi participe à cette fondation. Il organise, la même année, le premier salon de peinture que Lagny ait connu, et qui se répétera, en 1900, 1901 et 1902.
Lagny, à cette époque, compte de nombreux artistes, peintres, graveurs, sculpteurs, littérateurs, etc. qui se réunissent au Café du Commerce ou à l'Hôtel de l'Ours. Cavallo-Péduzzi les domine par sa personnalité. Très original, il porte une vaste cape, un chapeau à larges bords et des sabots de bois.
Lors de la guerre de 1914-1918, sa connaissance de la langue anglaise lui permet de servir d'interprète pour les troupes qui stationnent à Lagny. Son dévouement lui vaut de s'occuper du comité de ravitaillement.
Le 29 avril 1917, le vieux peintre s'éteint, route de Tournan, au terme d'une vie tournée vers la recherche artistique et la défense du patrimoine local.
Pierre Eberhart Conservateur du Musée Gatien-Bonnet de Lagny-sur-Marne Catalogue de la 28e exposition de l'Union des Beaux-Arts de Lagny, 1967

## Quelques œuvres
- Les Trois Malins du pays, 1885, Huile sur toile, collection particulière
- L’Église Saint-Fursy à Lagny, 1899, Huile sur toile, collection particulière
- Atelier de sabotiers à Gouvernes, 1890, Huile sur toile, Musée Gatien-Bonnet, Lagny-sur-Marne
- L’Église de Gouvernes, vers 1887, Huile sur toile, collection particulière
- Pressoir à cidre à Gouvernes, vers 1890, Huile sur toile, Musée Gatien-Bonnet, Lagny-sur-Marne
- Le Village de Gouvernes, 1891, Huile sur toile, Musée Gatien-Bonnet, Lagny-sur-Marne
- La Marne et le café du Commerce à Meaux, 1900, collection particulière
- La Marne vue de Carnetin, vers 1886, collection particulière
- La Vallée de la Marne à Annet, vers 1895, collection particulière
- Portrait de Maximilen Luce, 1892 Dessin, collection particulière
- La Rentrée du troupeau, 1883, Musée Gatien-Bonnet, Lagny-sur-Marne
- Le Havre, vers 1885, Huile sur carton, Musée Gatien-Bonnet, Lagny-sur-Marne
- Les Toits rouges à Lagny, vers 1885, collection particulière
- Les Blés coupés, vers 1894, Pastel sur papier, collection particulière
- Village et meules à Bussy-Saint-Georges, vers 1884, Pastel sur papier, collection particulière.